# Талис (футболист)
Талис Энрике Гомес ди Араужо (порт. Thalys Henrique Gomes de Araujo; родился 22 февраля 2005) — бразильский футболист, нападающий клуба «Палмейрас».

## Клубная карьера
Уроженец Сан-Мигел-дус-Кампуса (штат Алагоас), Талис начал футбольную карьеру в юношеской команде клуба КРБ. В 2021 года присоединился к футбольной академии клуба «Палмейрас». В основном составе «зелёно-белых» дебютировал 15 января 2025 года в матче Чемпионата Паулиста против клуба «Португеза Деспортос». Три дня спустя забил свой первый гол в основном составе «Палмейраса» в матче против «Нороэсте». 18 мая 2025 года дебютировал в бразильской Серии A в матче против клуба «Ред Булл Брагантино».